# Eleanor Fortescue-Brickdale

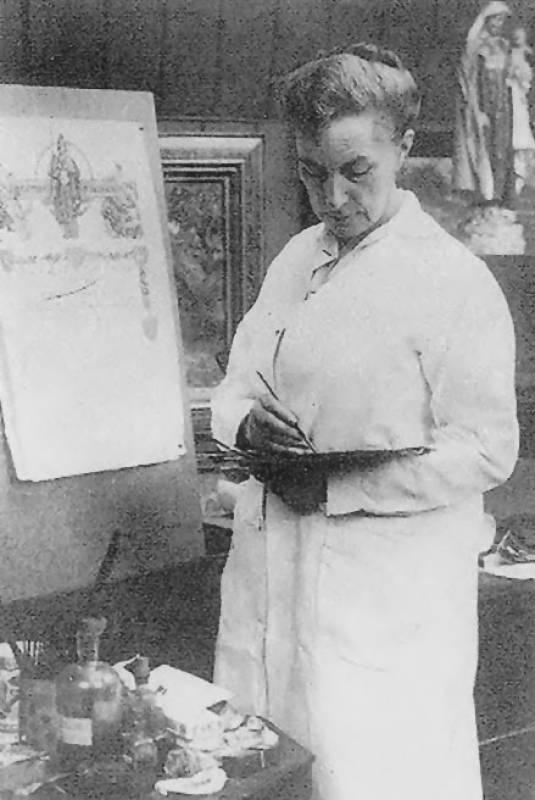
Eleanor Fortescue-Brickdale

Eleanor Fortescue-Brickdale (* 25. Januar 1872 in London; † 10. März 1945) war eine englische Malerin und Glaskünstlerin.

## Leben

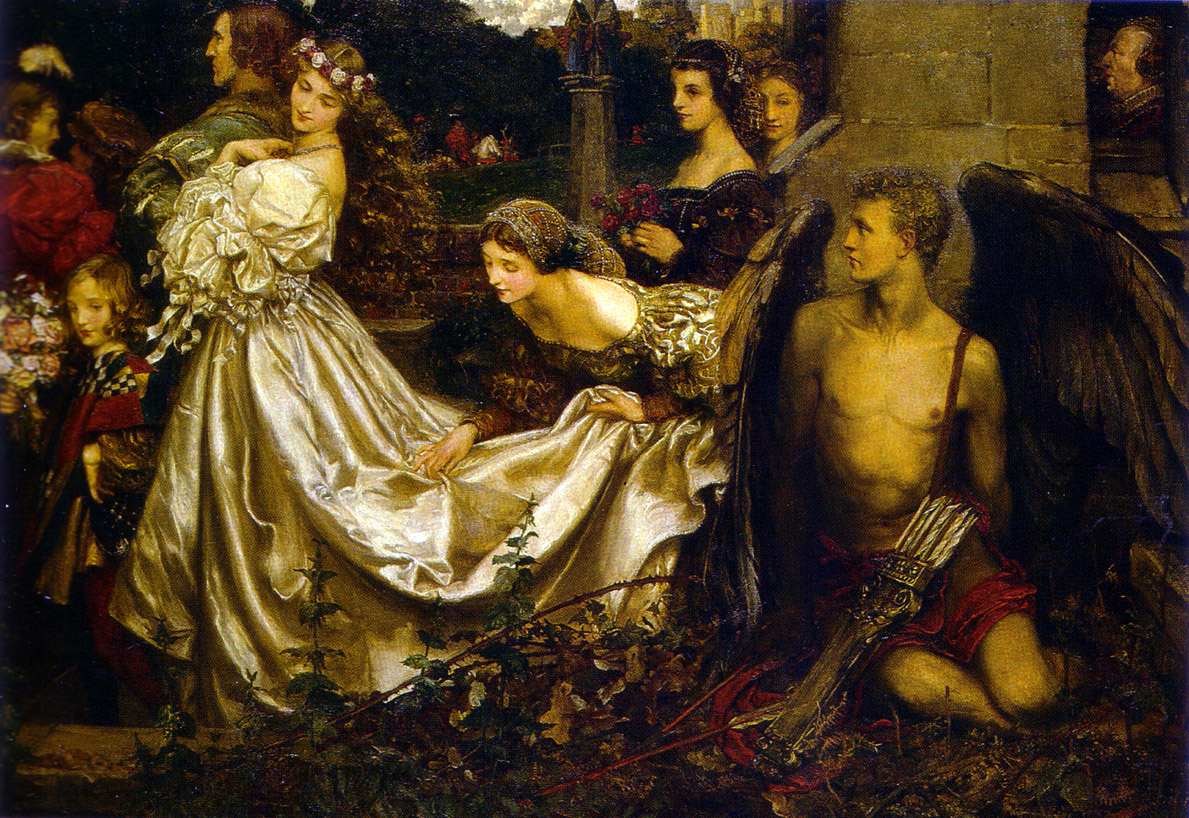
The Uninvited Guest and Guinevere (1906)

Eleanor Fortescue-Brickdale wurde im Londoner Stadtteil Upper Norwood in der Birchamp Villa geboren. Ihre Eltern waren Matthew Fortescue-Brickdale und Sarah Anna Fortescue-Brickdale, geborene Lloyd. Ihr Vater war ein Barrister. 1894 starb er im schweizerischen Biasca. Eleanor Fortescue-Brickdale studierte ab 1889 an der Crystal Palace School of Art bei Herbert Bone und später an der Royal Academy of Arts in London. Dort wurde ihr Stil von Byam Shaw geprägt, der 1911 die Byam Shaw School of Art gründete, an der sie ab dem Gründungsjahr unterrichtete.
In den Anfangsjahren ihres Schaffens betätigte sie sich zunächst als Buchillustratorin, ging dann zur Malerei im Stile der Präraffaeliten über und wandte sich in späteren Jahren auch der Glasmalerei zu. Sie hatte mit The Studio ihr eigenes Atelier in London und war Mitglied in der Royal Watercolour Society. Werke von ihr sind u. a. im Ashmolean Museum oder der Huntington-Bibliothek zu finden. Als eines ihrer bekanntesten Werke gilt das Gemälde The Uninvited Guest and Guinevere (1906).  Nach ihrem Tod wurde sie auf dem Londoner Brompton Cemetery beerdigt.